# Дерби дю Рон
Дерби дю Рон, известно още като Дерби роналпин, ОЛ-АССЕ и АССЕ-ОЛ (на френски: Derby du Rhône, Derby rhônalpin, OL-ASSE ASSE-OL) е името на дербито между френските футболни отбори Олимпик Лион и АС Сент Етиен. В превод означава Дерби на Рона. Кръстено е на река Рона, а другите имена произхождат от името на региона Рона-Алпи и инициалите на двата отбора. Както при много други футболни дербита и тук като основна причина на съперничеството присъства социалният фактор - Лион се счита за град, населен от хора от средния клас, докато Сент Етиен е работнически град. Освен това двата града са разположени само на около 60 км един от друг. Сент Етиен е един от най-успешните отбори на 70-те и 80-те години на 20 век, а Олимпик Лион доминира във френския футбол след 2000 г. Първият мач между двата отбора е на 28 октомври 1951 г. Тогава Олимпик побеждава с 4:2.
|                 | Мачове | Сент Етиен | Равенства | 0Олимпик0 |
| Първенство      | 93     | 36         | 29        | 28        |
| Купа на Франция | 5      | 1          | 1         | 3         |
| Други           | 2      | 2          | 0         | 0         |
| Общо            | 100    | 39         | 30        | 31        |